# 特里谢
特里谢（法語：Trichey，法語發音：[tʁiʃɛ]）是法国勃艮第-弗朗什-孔泰大区约讷省的一个市镇，属于阿瓦隆区。

## 地理
特里谢（47°55'49"N, 4°8'26"E）面积6.61 平方千米，位于法国勃艮第-弗朗什-孔泰大區约讷省，该省份为法国中北部内陆省份，西接卢瓦雷省，西北接塞纳-马恩省，南至涅夫勒省，东临科多尔省，东北与奥布省接壤。
与特里谢接壤的市镇（或旧市镇、城区）包括：埃图尔维、托雷、吕尼、阿尔托奈、梅利塞、坎斯罗。

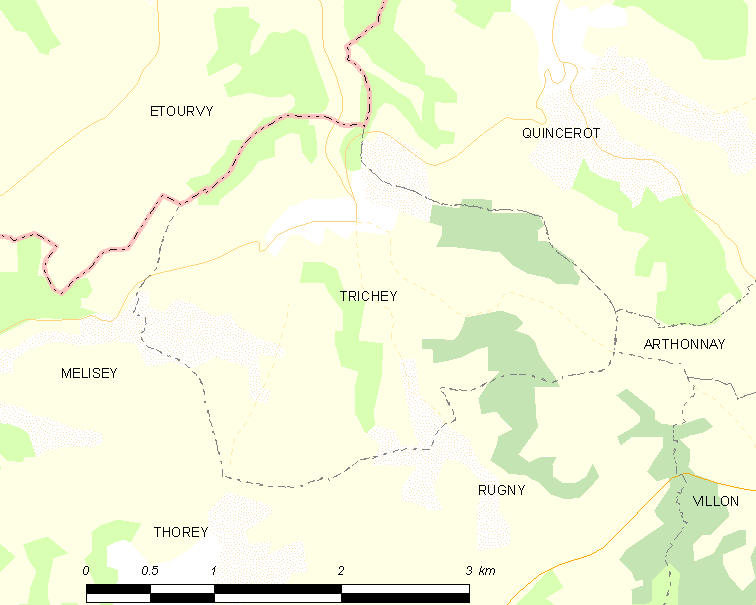
特里谢的OSM定位图

特里谢的时区为UTC+01:00、UTC+02:00（夏令时）。

## 行政
特里谢的邮政编码为89430，INSEE市镇编码为89422。

## 政治
特里谢所属的省级选区为托内鲁瓦县。

## 人口

1962-2008年间特里谢人口变化图示

特里谢于2022年1月1日时的人口数量为43人。